# أريس بابازوجلو
أريس بابازوجلو (باليونانية: Αριστείδης Παπάζογλου) هو لاعب كرة قدم يوناني في مركز الهجوم، ولد في 1939، وتوفي في 12 أغسطس 1969. شارك مع منتخب اليونان لكرة القدم. أما مع النوادي، فقد لعب مع نادي أولمبياكوس.